# Paladina
Paladina [palaˈdiːna] (Paladina [palaˈdina] in dialetto bergamasco) è un comune italiano di 3 938 abitanti della provincia di Bergamo in Lombardia. È nota per essere stata la città di residenza del ciclista Felice Gimondi.
È situato a nord-ovest di Bergamo, nell’alto hinterland bergamasco, sulla sponda sinistra del fiume Brembo.

## Geografia fisica
A Paladina è attiva una stazione meteo gestita in collaborazione con il Centro Meteorologico Lombardo.

## Storia
I primi segni della presenza umana sul territorio paiono risalire alla preistoria, quando si verificarono insediamenti palafitticoli sulle rive del fiume Brembo.
Il primo nucleo abitativo stabile risale invece all'epoca della dominazione romana quando si svilupparono piccoli insediamenti stabili favoriti dalla posizione territoriale, vicina al capoluogo e posta in quella che un tempo veniva chiamata Val Breno, compresa tra il fiume Brembo e i colli che scemano dalla parte alta della città di Bergamo.
In quel periodo storico nel borgo sorsero alcuni piccoli palazzi, a conseguenza del frequente passaggio di rappresentanti imperiali che sovente svolgevano i propri affari in queste zone.
Secondo alcuni studi, il toponimo potrebbe derivare proprio da questa situazione, con palazzo poi traslato in palatinum. Altre correnti di pensiero vedrebbero l'origine etimologica del nome nel termine palafitte, a memoria dei primi insediamenti.
Tuttavia per trovare il primo documento scritto che attesta l'esistenza del paese bisogna aspettare l'anno 856 quando si menziona la costruzione di una chiesa dedicata a Sant'Alessandro. In quel periodo il territorio era inserito nel Sacro Romano Impero, in cui si sviluppò il feudalesimo e venne dato in gestione ai monaci di Tours, i quali lo permutarono in favore delle proprietà ecclesiastiche della città di Bergamo.
Mosè del Brolo cita Sombreno, come Breno, in un poemetto del suo Liber Pergaminus, datato 1120.
Durante il periodo medievale Paladina ebbe un grande sviluppo, come ancora testimoniano le antiche costruzioni che compongono il centro storico, e risentì delle lotte tra guelfi e ghibellini. A tal riguardo sorsero numerosi edifici a scopo difensivo tra cui anche un castello con torri d'avvistamento, nonché una piccola rocca posta sul colle di Sombreno.
La situazione ritornò alla normalità a partire dal 1427 quando il territorio comunale entrò a far parte della Repubblica di Venezia che con una serie di decreti, riuscì a migliorare le condizioni sociali ed economiche della popolazione.
Da quel momento non si verificarono più episodi di rilievo a Paladina, che seguì le sorti politiche del capoluogo orobico, vivendo nella tranquillità della propria vita rurale fino al XX secolo quando visse un sempre maggiore incremento delle attività industriali, a scapito degli antichi mestieri.

### Simboli
Lo stemma e il gonfalone sono stati approvati dal consiglio comunale l'11 settembre 1997 e concessi con decreto del presidente della Repubblica del 1º giugno 1998.
La banda ondata rappresenta il fiume Brembo.
Il gonfalone è un drappo partito di azzurro e di bianco.

## Monumenti e luoghi d'interesse

### Architetture religiose
- Chiesa parrocchiale di Sant'Alessandro. Documentata già in atti del IX secolo, fu riedificata nel 1179 e più volte ristrutturata con interventi che la portarono alle attuali dimensioni, l'ultimo dei quali datato 1925. All'interno si possono ammirare opere pittoriche di buon pregio, eseguite da artisti locali.
- Colle di Sombreno (etimologicamente derivante da sopra la valle Breno), si trova nel paese di Sombreno, oggi frazione di Paladina. Il colle di Sombreno si trova in una posizione dominante sulle zone circostanti. Tale posizione era utilizzata in epoca medievale a scopi difensivi mediante un castello, di cui è ancora presente una torre. Il suddetto castello, situato alla sommità del colle, venne sostituito dal santuario di Sombreno.
- Santuario di Sombreno
- Chiesa della Natività di Maria Vergine e Santi Fermo e Rustico, edificata a metà del XVIII secolo ma consacrata soltanto duecento anni più tardi.

### Architetture civili
In ambito civile molto caratteristico è il centro storico, costituito da piccole vie e costruzioni di origine medievale, tra cui la piazza San Rocco con l'omonima chiesetta del XVI secolo e la torre, facente parte di un bastione difensivo.
Infine meritano menzione Villa Moroni-Maccari, dotata di un bel giardino, e Villa Agliardi edificata al termine del XVIII secolo su progetto del Pollack, anch'essa con un grande parco.

## Società

### Evoluzione demografica
Abitanti censiti

## Geografia antropica
La circoscrizione comunale è costituita dal capoluogo Paladina, dalla frazione Sombreno e dalla località Nucleo Ghiaie.

## Infrastrutture e trasporti
Paladina era servita dall'omonima stazione, raccordata con lo zuccherificio G. Sibella e posta nel territorio comunale di Almè lungo la ferrovia della Valle Brembana, attiva fra il 1906 e il 1966.

## Amministrazione
| Periodo        | Periodo        | Primo cittadino        | Partito                        | Carica  | Note          |
| -------------- | -------------- | ---------------------- | ------------------------------ | ------- | ------------- |
| 26 maggio 2003 | 26 maggio 2013 | Oscar Locatelli        | lista civica Per Paladina      | Sindaco | [ 10 ] [ 11 ] |
| 27 maggio 2013 | 9 giugno 2018  | Tommaso Simone Ruggeri | lista civica Per Paladina      | Sindaco | [ 12 ]        |
| 10 giugno 2018 | In carica      | Gianmaria Brignoli     | lista civica Paladina in testa | Sindaco | [ 13 ] [ 14 ] |

## Sport

### Calcio
La principale squadra di calcio della città è G.S.D. Paladina 1976 Calcio che milita nel girone D lombardo di Prima Categoria. I colori sociali sono:  bianco e granata. È nata nel 1976.